# Irvine (Skotsko)
Irvine (skotsky Irvin, irsky Irbhinn) je město ve Skotsku, ležící na pobřeží zálivu Firth of Clyde ve vzdálenosti 19 km severně od Ayru. Je to největší město a také administrativní centrum kraje Severní Ayrshire.

## Významní rodáci
- Nicola Sturgeonová, skotská politička